# Наджем, Мари-Клод
Мари́-Клод На́джем (Мари Клод Нижм, араб. ماري كلود نجم‎, род. 6 апреля 1971 года, Бейрут, Ливан) — ливанская женщина-политик, профессор права. Маронитка. Министр юстиции в кабинете Диаба с 21 января 2020 года.

## Биография
Родилась 6 апреля 1971 года в Бейруте.
Окончила факультет права и политологии Университета Святого Иосифа в Бейруте и продолжила обучение в Университете Пантеон-Ассас в Париже.
Работает профессором права в Университете Святого Иосифа в Бейруте, приглашённым профессором в Университете Пантеон-Ассас и Университете Париж 1 Пантеон-Сорбонна в Париже, руководит Центром правовых исследований и исследований Арабского мира (CEDROMA) в Университете Святого Иосифа в Бейруте.
Участвовала в протестах в Ливане в 2019 году.
21 января 2020 года получила портфель министра юстиции в кабинете под руководством Хасана Диаба. Выдвинута партией Свободное патриотическое движение. 10 августа подала в отставку вместе с министром информации Манал Абдель Самад, министром по вопросам окружающей среды Дамианос Каттар и министром финансов Гази Вазни на фоне протестов, участники которых заявляют о вине властей в разрушительных взрывах в порту Бейрута. За отставкой Мари-Клод Наджем последовала отставка премьер-министра Хасана Диаба и его правительства. Президент Мишель Аун принял отставку. Правительство продолжает исполнять свои обязанности.
Замужем, имеет дочь.